# زبابة فيرابازية
زبابة فيرابازية (الاسم العلمي: Sorex veraepacis) (بالإنجليزية: Verapaz Shrew)‏ هي نوع من الحيوانات تتبع جنس الزبابة من فصيلة الزبابات.